# 개환 중합

### 1. 서론
고분자 화학에서, 개환 중합(開-中合, ROP)은 고분자 사슬의 말단이 고리형 단량체를 공격하여 더 긴 고분자를 형성하는 사슬 성장 중합의 한 형태이다. 개환 중합은 개시제를 필요로 하며, 대부분의 경우 단량체가 양이온 또는 음이온성 활성 중심에 연속적으로 첨가되어 진행되는 사슬 중합 메커니즘에 의해 진행된다. 그러나 라디칼 또는 배위 중합과 같은 비이온성 메커니즘으로 일어나는 특수한 개환 중합도 있다. 또한 어떤 개환 중합은 고리가 열려 중축합을 하는 단량체로 전환되는 복잡한 메커니즘을 갖고 있다. 그래서 개환 중합의 정확한 메커니즘은 개시제, 단량체, 중합 조건에 크게 의존한다. 이러한 이유로 모든 고리형 단량체의 개환 중합을 일반적으로 취급하는 것은 불가능하다.
고리형 단량체의 개환을 위한 추진력은 고리 중심으로 운집된 원소들의 결합각 스트레인과 입체적 반발을 해소하려는 것이다. 따라서, 다른 종류의 중합에서와 같이, 개환의 엔탈피 변화는 음수이다.
- 단량체

ROP를 적용할 수 있는 고리형 단량체에는 에폭사이드, 일부 락톤, 락탐, 고리형 실록세인이 있다. 많이 변형된 사이클로알케인(예: 노르보르넨)과 바이사이클로알켄은 개환 복분해 중합에 적합한 단량체이다.
- 역사

개환 중합은 1900년대 초부터 중합체를 생산하는 데 사용되어 왔다. ROP의 가장 오래된 역사를 가진 폴리펩타이드의 합성은 1906년 Leuchs의 작업으로 거슬러 올라간다. 그 후, 무수당의 ROP는 합성 덱스트란, 잔탄검, 웰란검, 젤란검, 디우탄검 및 풀루란을 포함한 다당류를 제공하였다. 개환 중합의 메커니즘과 열역학은 1950년대에 확립되었다. 또한 ROP는 1976년에 처음으로 반복단위를 갖는 고분자량 고분자(Mn~105)를 제조하였다. 산업적 응용은 나일론-6의 생산이다.
- 메커니즘

개환 중합은 라디칼, 음이온 또는 양이온 중합을 통해 진행될 수 있다. 또한, 라디칼 ROP는 바이닐 단량체의 기존 사슬 성장 중합을 통해 합성할 수 없는 백본 사슬에 통합된 작용기를 가진 중합체를 생산하는 데 유용하다. 예를 들어, 라디칼 ROP는 주 사슬을 따라 작용기로 에테르, 에스테르, 아미드 및 탄산염을 갖는 중합체를 생성할 수 있다.

## 2. 양이온 개환 중합 (Cationic Ring Opening Polymerization)
전자가 부족한 양이온 고리형 화합물이 전자를 주는 단량체와 반응하고 말단으로 전이하는 과정을 반복하여 고분자를 생성하는 중합법을 양이온 개환 중합 (CROP)이라고 한다. 헤테로 고리 화합물 가운데 에폭사이드, 락톤, 락탐, 고리형 아민, 고리형 에터 등이 양이온 개환 중합을 통해 고분자가 된다. 양이온 개환 중합에 사용되는 개시제는 강한 양성자성 산(H₂SO₄ , CF₃SO₃H , CF₃CO₂H 등) 또는 루이스 산(Ph₃C+[PF6]- , CH3C+O[SbF6]- 등)이 있다.

### (1)에폭사이드의 양이온 개환 중합
에폭사이드(epoxide)는 고리 스트레인(ring strain)이 높아 개환중합(ROP)에 대한 반응성이 매우 크다.
- 개시단계 (Initiation)

에폭사이드의 산소 원자와 R+가 결합하여 양전하를 갖는 (Ⅰ) 고리형 옥소늄 이온 (Cyclic oxonium ion)을 만든다. (Ⅰ)에서 C-O 결합이 끊어짐에 따라 사슬 구조가 되고, 양전하를 갖는 (Ⅱ) 열린 사슬형의 탄소 양이온 (Open chain carbocation)이 된다.
- 성장단계 (Propagation)

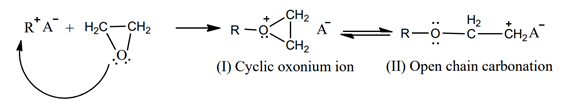
양이온 에폭사이드 - 개시

다른 단량체의 에폭사이드 산소가 고리의 탄소 원자를 친핵성 공격하여 (I) 고리형 옥소늄 이온을 개환하거나, 개시 단계와 동일한 반응으로 단량체가 첨가되어 (Ⅱ) 열린 사슬형의 탄소 양이온의 성장이 진행된다.
- 정지단계 (Termination)

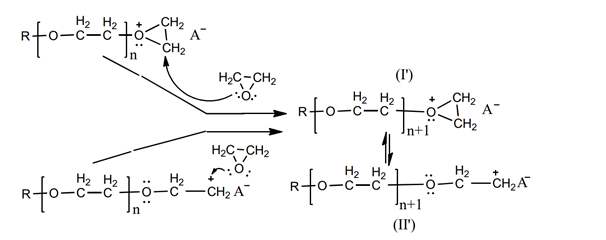
양이온 에폭사이드 - 성장

정지는 H+가 제거되면서 불포화 C=C 말단기를 만드는 말단 구조의 재배열 반응을 통해 일어날 수 있다.

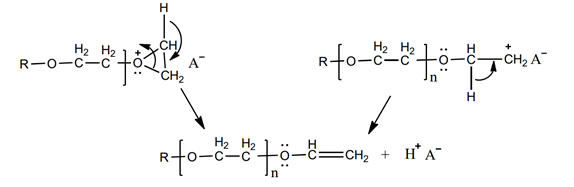
양이온 에폭사이드 - 정지(1)

또한 [AlCl₄]-와 같은 불안정한 이온을 사용하면 이온쌍 재배열을 통해 정지가 일어날 수 있다.

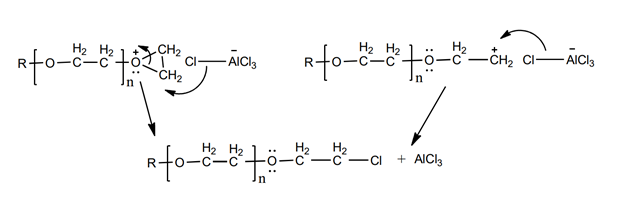
양이온 에폭사이드 - 정지(2)

- 사슬이동 (Chain Transfer)

분자 내 또는 분자 간 사슬이동이 일어나는데 , 전자는 고리 형성을 유도하는 꼬리물기 (backbiting) 반응인 반면, 후자는 교환 반응으로 볼 수 있으며 선형 사슬과 고리분자 모두에서 일어날 수 있다. 이 반응들은 개환 중합의 특징인 ‘고리-사슬 평형(ring-chain equilibria)’을 야기한다. 즉, 선형 분자는 고리 분자와 평형에 있게 된다.

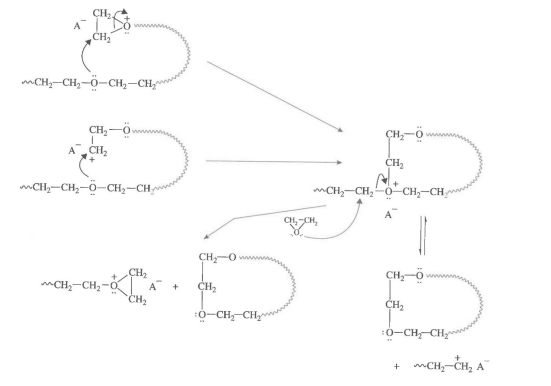
양이온 에폭사이드 - 분자내 사슬이동

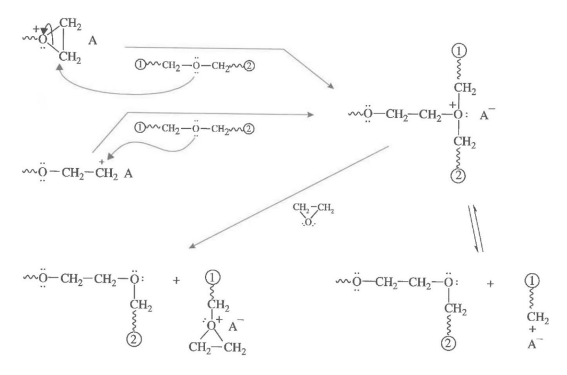
양이온 에폭사이드 - 분자간 사슬이동

### (2)락톤의 양이온 개환 중합
락톤(lactone)은 다음의 일반 구조를 갖는 고리형 에스터이며, 두 가지 중요한 메커니즘에 의해 양이온 개환 중합을 한다.

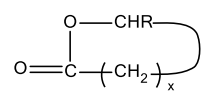
락톤

#### 1 ) 치환되지 않은 락톤
치환되지 않은 락톤의 우세한 메커니즘은 카보닐 산소 원자에 R+가 첨가되어 옥소늄 이온이 형성되고, 이것이 다른 단량체에 의해 친핵성 공격을 받아 O-CHR 결합이 끊어지는 반응을 포함한다.

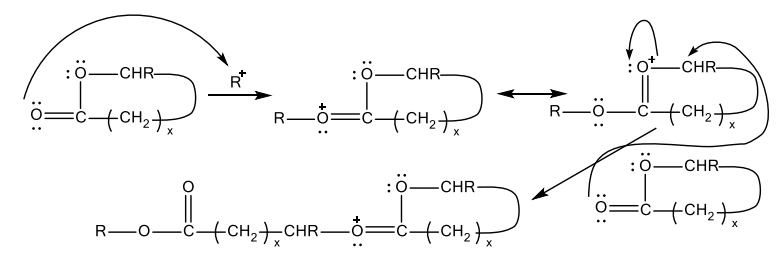
치환되지 않은 락톤 양이온 개시 반응

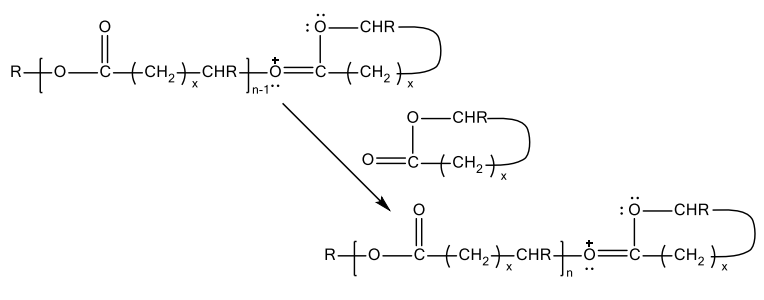
치환되지 않은 락톤 양이온 성장 메커니즘

- 개시 반응 (반대 이온은 생략)

- 성장 메커니즘

#### 2) 치환된 락톤
치환된 락톤의 경우, 이 메커니즘으로 비대칭 탄소 원자 -CHR-의 입체 배열에서 반전이 일어난다. (즉, 폴리에스터에서 입체구조가 단량체에서의 그것과 반대가 된다.) 먼저 고리의 산소 원자에 R+가 부가된 후, 이어서 다른 단량체에 의한 친핵성 공격으로 CO-O 결합이 끊어지게 된다.
- 개시 반응 (반대 이온 생략, 큰 괄호는 반응 중간체 종을 표시)

- 성장 반응

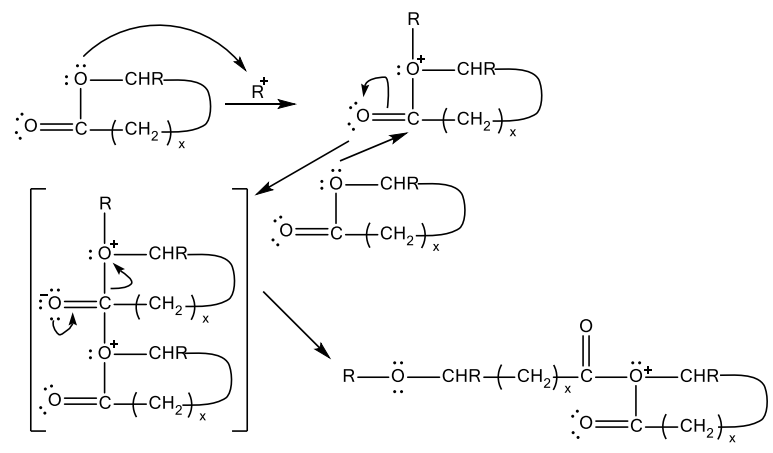
치환된 락톤 양이온 개시 반응

비대칭 탄소 원자의 입체 구조는 그대로 유지된다.

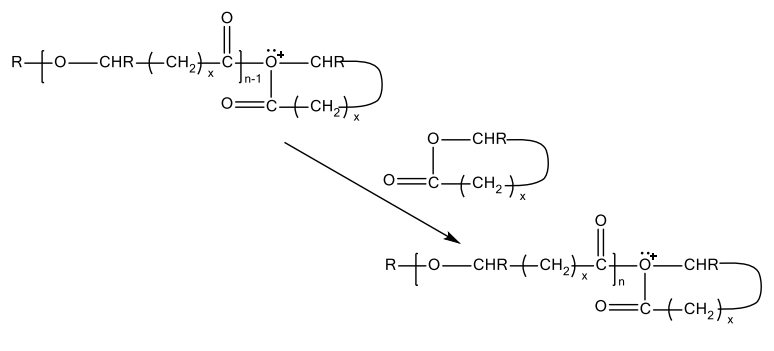
치환된 락톤 양이온 성장 반응

락톤의 중합에서도 교환 반응과 고분자로의 꼬리 물기 사슬 이동이 일어난다. 그래서 고리-사슬 평형이 이루어지며, 단량체의 높은 전환율에서 특히 중요하다.

### (3)락탐의 양이온 개환 중합
- 개시단계 (Initiation)

락탐(lactam), 즉 고리형 아마이드의 양이온 개환 중합은 보통 락탐의 산소나 질소 원자에 양성자를 줄 수 있는 산에 의해 개시된다. 개시 반응은 락탐 카보닐 산소가 양성자화되어 다른 락탐 분자의 아마이드 질소가 갖는 고립 전자쌍에 의한 카보닐 탄소 공격을 촉진하며, 그 첨가 생성물은 재배열을 통해 양성자화된 아실 락탐을 만들고, 그런 다음 H+를 다른 락탐 분자로 전달하는 과정을 포함하는 것으로 여겨지고 있다.
- 성장단계 (Propagation)

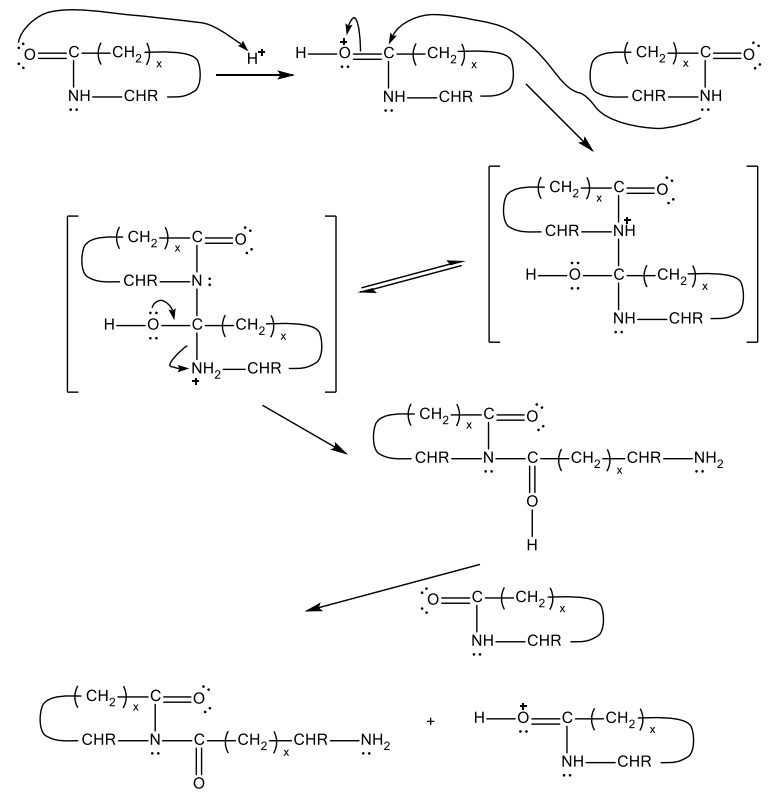
양이온 락탐 - 개시

아실 락탐의 말단 -NH2기는 다른 양성자화된 락탐 분자를 공격하는 친핵체로 작용하여 개시 단계에서와 똑같은 화학 반응을 거쳐 사슬 성장을 유도하고, 여기서 치환된 락탐의 비대칭 탄소 원자 -CHR-의 입체 배열은 유지되며 매번 H+를 내놓으면서 첨가 반응을 위한 다른 락탐 분자를 양성자화 시켜 나간다.

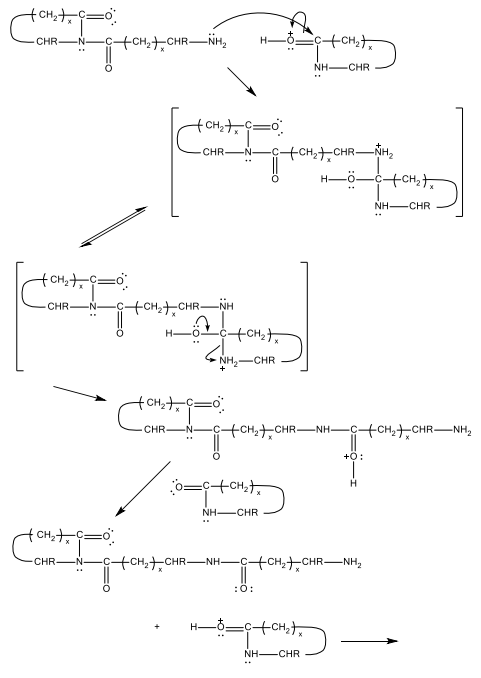
양이온 락탐 - 성장

### (4) 고리형실록세인의 양이온 개환 중합
고리형 실록세인(Cyclosiloxane)의 양이온 또는 음이온 개환 중합으로 폴리실록세인이 제조된다. 강한 양성자 산에 의해 개시되어 복잡한 중합 반응을 거치고 교환 반응과 꼬리물기 사슬 이동 반응이 일어나 고리-사슬 평형이 이루어진다. 폴리실록세인의 합성은 상업적으로 중요하며, 음이온 개환 중합을 일으키는 데 필요한 강염기에 대해 반응성이 있는 작용기를 가지고 있어 이 작용기를 포함한 치환기를 가진 실록세인의 중합에 사용할 수 있는 장점을 갖고 있다.
- 개시단계 (Initiation)

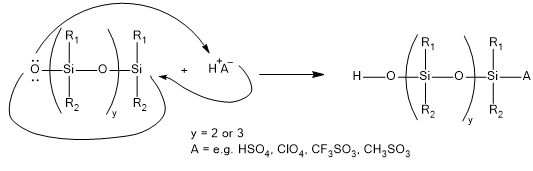
고리형 실록세인 - 개시

- 중축합 (polycondensation)

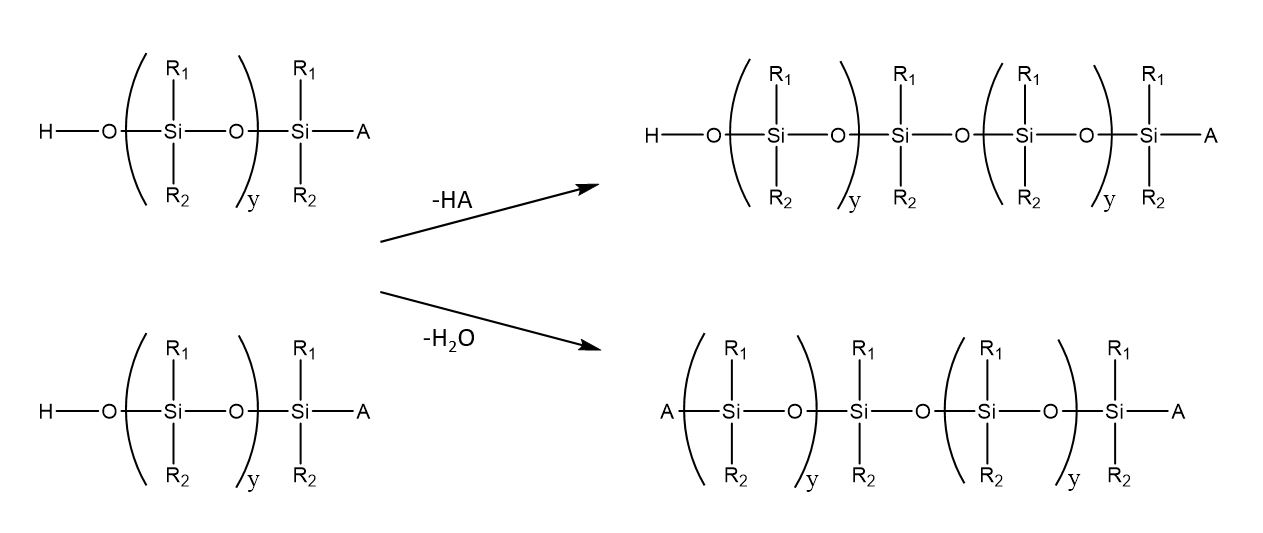
고리형 실록세인 - 중축합

- 사슬중합 (chain-growth polymerization)

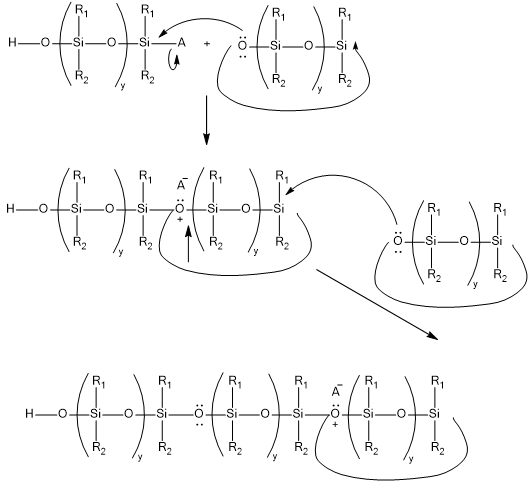
고리형 실록세인 - 사슬중합

## 3. 음이온 개환 중합 (Anionic Ring Opening Polymerization)
음이온 개환 중합을 수행하는데 매우 광범위한 개시제가 사용되어왔다. 이들 개시제에는 알칼리금속(예:Na, K), 무기 염기(예:NaOH, KOH, NaNH2), 금속 알콕사이드(예: LiOCH3, NaOEt), 금속 알킬 및 수소화물(예: LinBu, NaH), 전자 이동 착물(예:나프탈렌화 소듐)등이 포함된다.

### (1)에폭사이드의 음이온 개환 중합
무기 염기나 금속 알콕사이드(Mt+ B-)에 의한 에폭사이드의 중합은 다음과 같이 진행된다.
- 개시단계 (Initiation)

- 성장단계 (Propagation)

- 정지단계 (Termination)

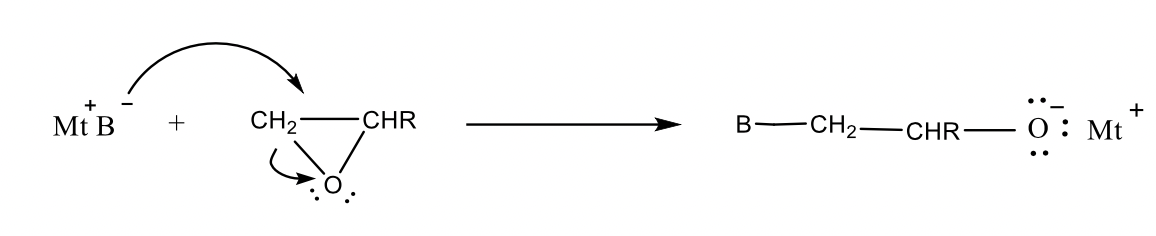
음이온 에폭사이드 - 개시

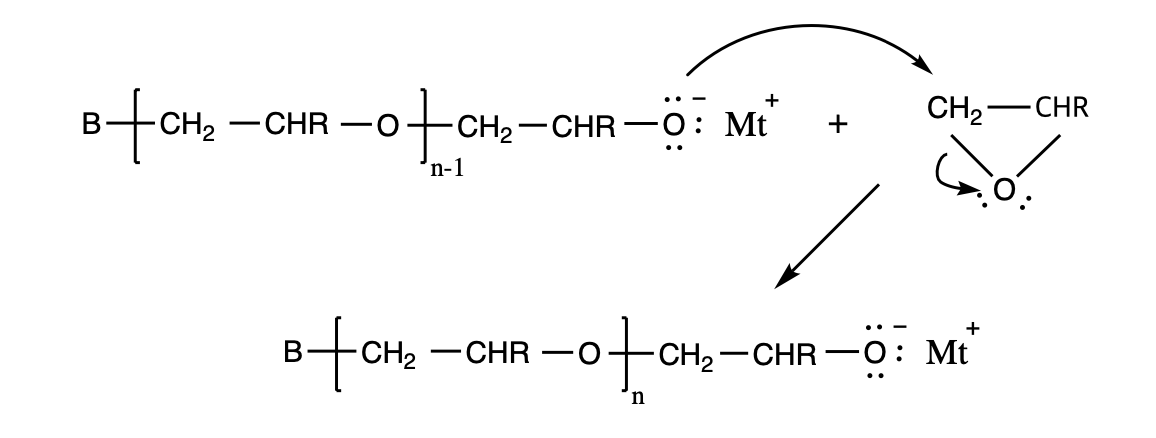
음이온 에폭사이드 - 성장

본질적으로 정지 반응은 없으며, 따라서 고분자 음이온은 활성을 유지한다. 즉, 리빙(living)이다. 개시를 위해 HO-를 사용하고, 단량체 전환이 완결된 후 양성자 주개(묽은 산)를 첨가하여 중합 반응을 정교하게 정지시킴으로써 양 말단에 하이드록실기를 갖는 선형 폴리에터를 만들 수 있다.

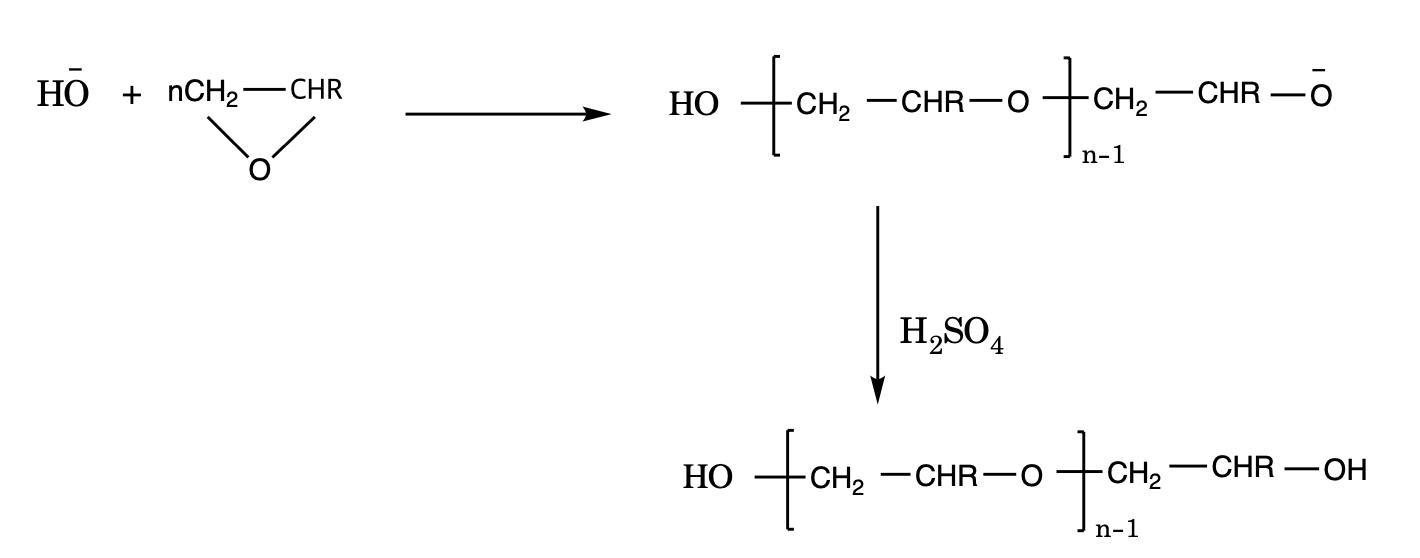
음이온 에폭사이드 - 정지

### (2)락톤의 음이온 개환 중합
- 개시단계 (Initiation)

락톤은 고리 카보닐기로의 친핵성 공격과 이어지는 CO-O결합의 절단을 통해 중합된다.
- 성장단계 (Propagation)

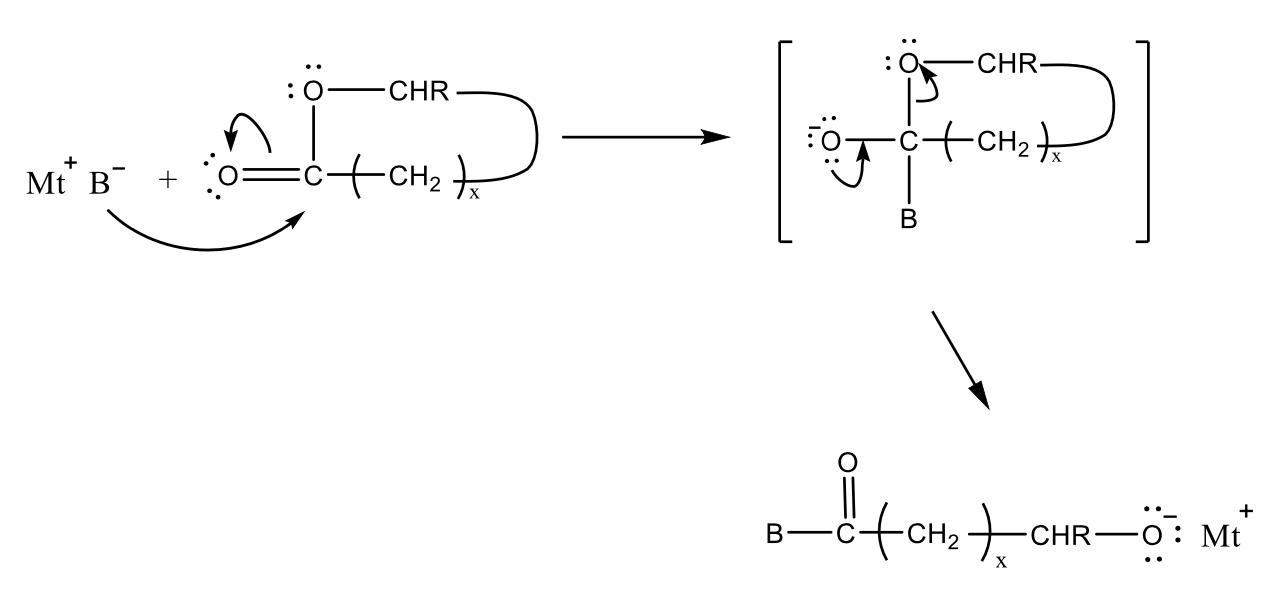
음이온 락톤 - 개시

치환된 단량체가 갖고 있는 비대칭 탄소 원자 –CHR-의 입체구조는 고분자에서도 유지된다. 이러한 일반적 메커니즘으로부터 예외가 되는 한가지는 약염기(예: CH3COO-Na+)에 의한 β-피옥피오락톤 중합의 경우인데, O-CH2의 탄소 원자에 친핵성 공격이 일어나 이 결합이 끊어지고 카복실레이스 이온 활성종이 생성된다.

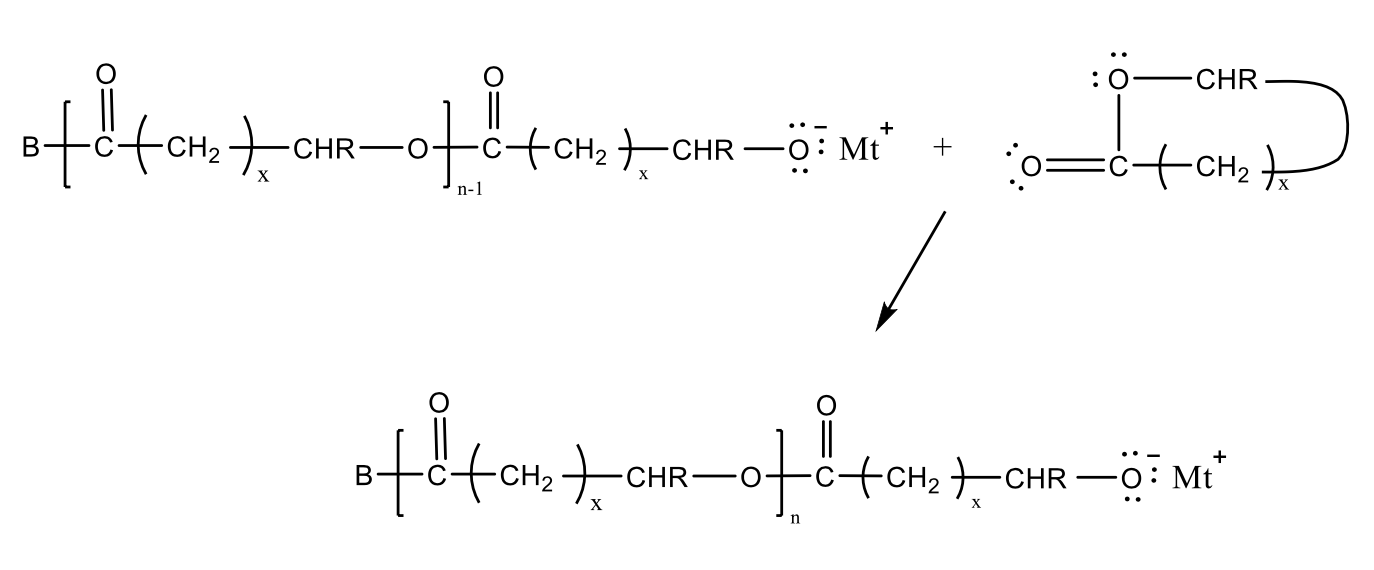
음이온 락톤 - 성장

### (3)락탐의 음이온 개환 중합
- 개시단계 (Initiation)

락탐의 중합은 보통 알칼리 금속이나 강염기에 의해 개시되며, 초기에 락탐 음이온 생성을 포함하는 메커니즘으로 진행된다.
락탐 음이온은 공명에 의해 안정화되고,

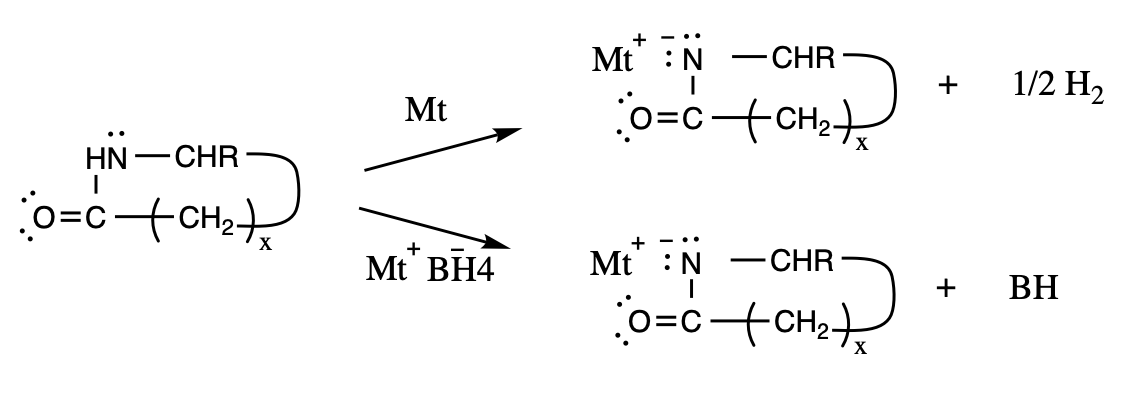
음이온 락탐 - 개시

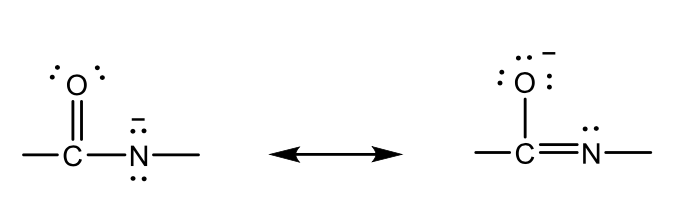
음이온 락탐 - 공명

이후 비교적 천천히 단량체 내의 카보닐 탄소 원자를 공격하여 CO-NH 결합을 끊고 매우 반응성이 높은 말단 –NH 이온을 생성시킨 후 빠르게 다른 단량체로부터 H를 빼낸다.

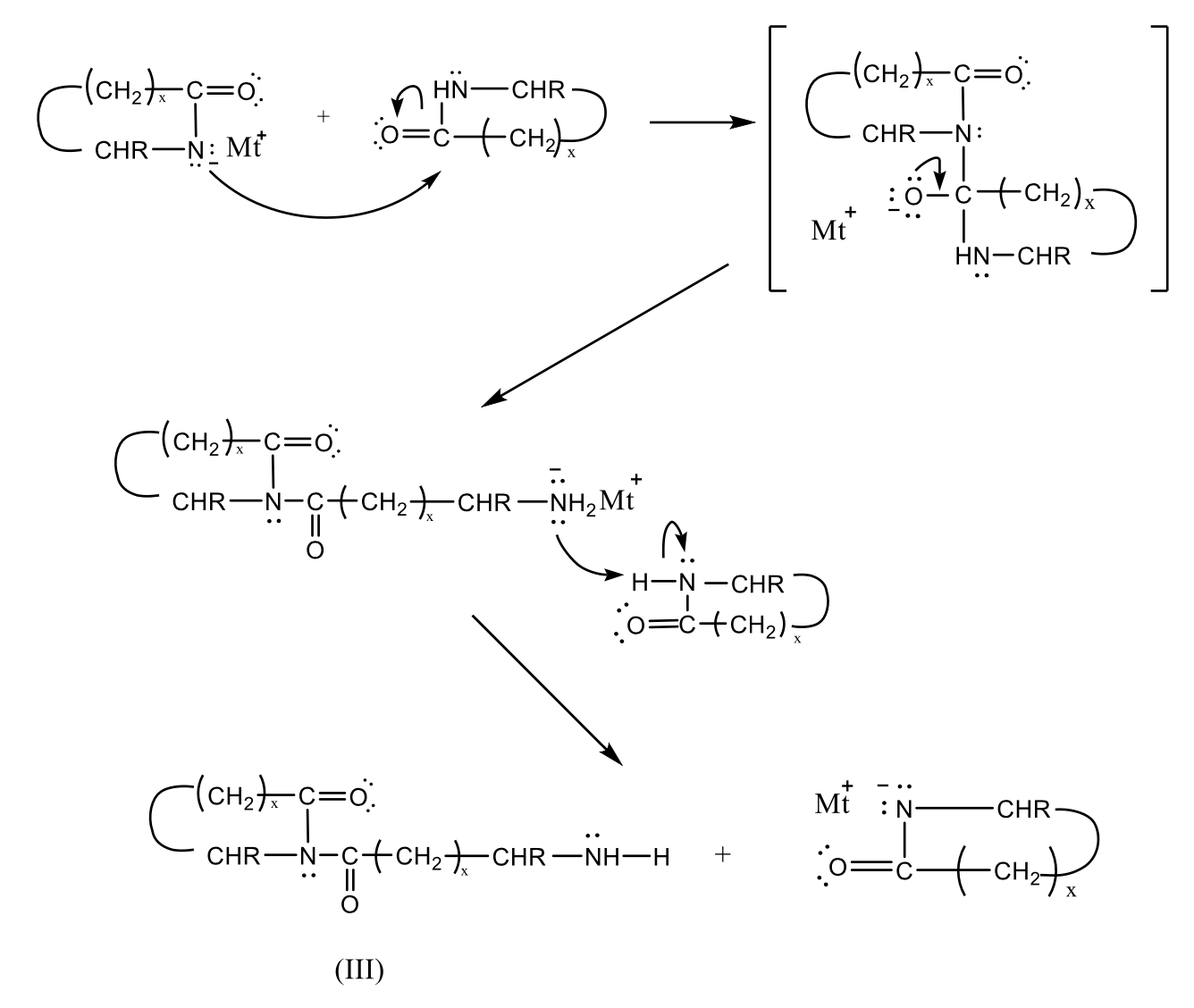
음이온 락탐 - 카보닐탄소 공격

- 성장단계 (Propagation)

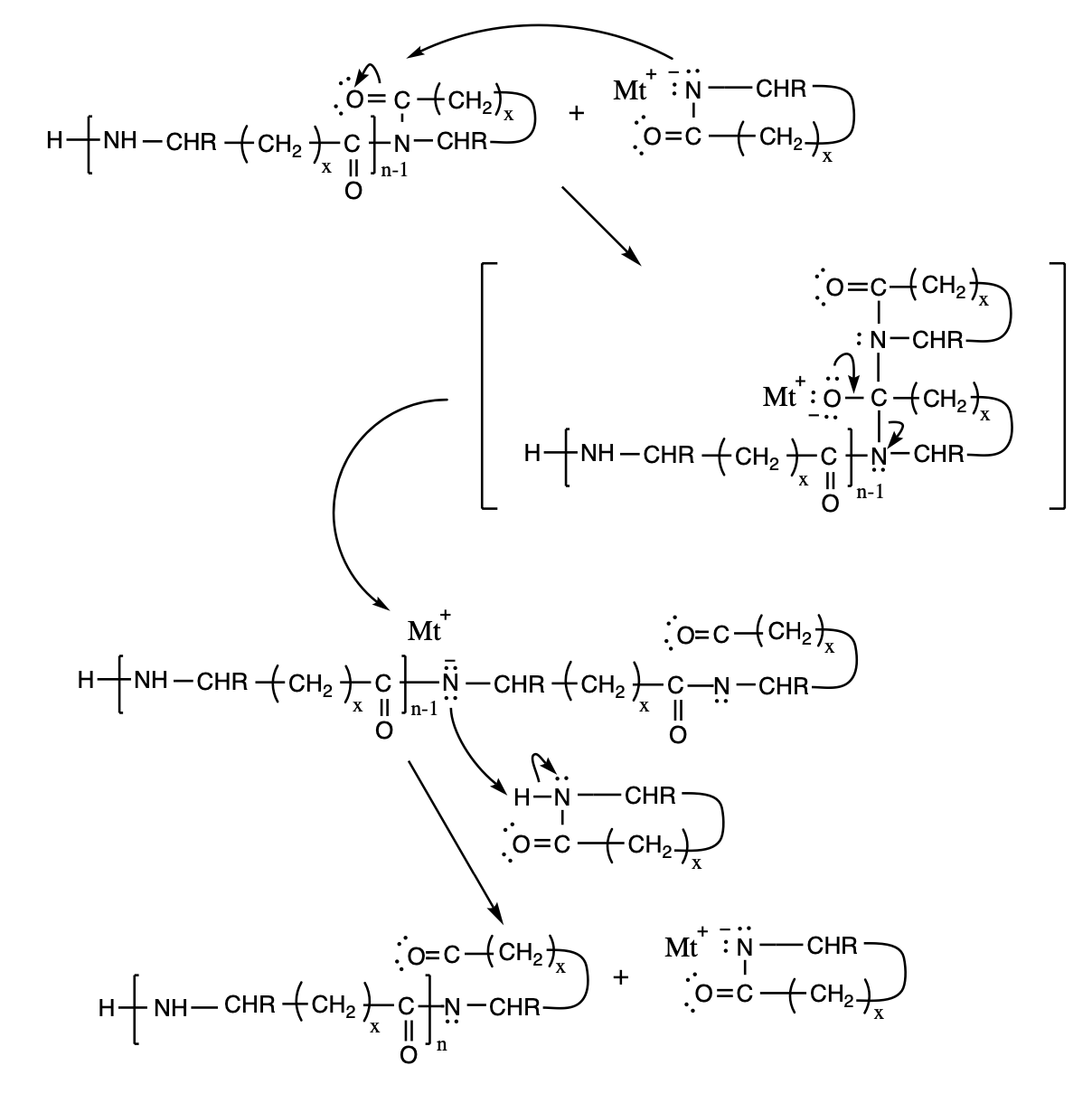
음이온 락탐 - 성장

 생성된 화합물(III)의 고리 카보닐 탄소 원자는 두 번째 카보닐기가 고리 질소 원자에 결합하고 있어 단량체보다 친핵성 공격에 대해 훨씬 강하게 활성화되어 있다. 성장은 유사한 반응으로 진행된다. 여기서 단량체 락탐 음이온은 말단 N-아실락탐에 있는 고리 카보닐 탄소 원자를 공격하여 CO-N 결합을 끊게 되고, 이것은 단량체로부터 H+를 제거할 수 있는 –NH 이온을 생성시켜 또 다른 단량체 락탐 음이온을 만든다. 또한 –NH이온이 다른 성장 사슬의 N-아실락탐의 말단기를 공격하여 가지형 고분자의 형성 또한 가능하다. 각 성장 단계에서 치환된 단량체의 비대칭 탄소 원자의 입체 구조는 그대로 고분자에서 유지된다.

### (4) 고리형실록세인의 음이온 개환 중합
- 개시단계 (Initiation)

고리형 실록세인은 에폭사이드의 경우와 유사한 메커니즘을 통해 리빙 음이온 개환 중합이 된다. 금속 알킬이 개시제로 이용될 수 있지만, 실라놀레이트(silanolate)가 보다 자주 사용된다.

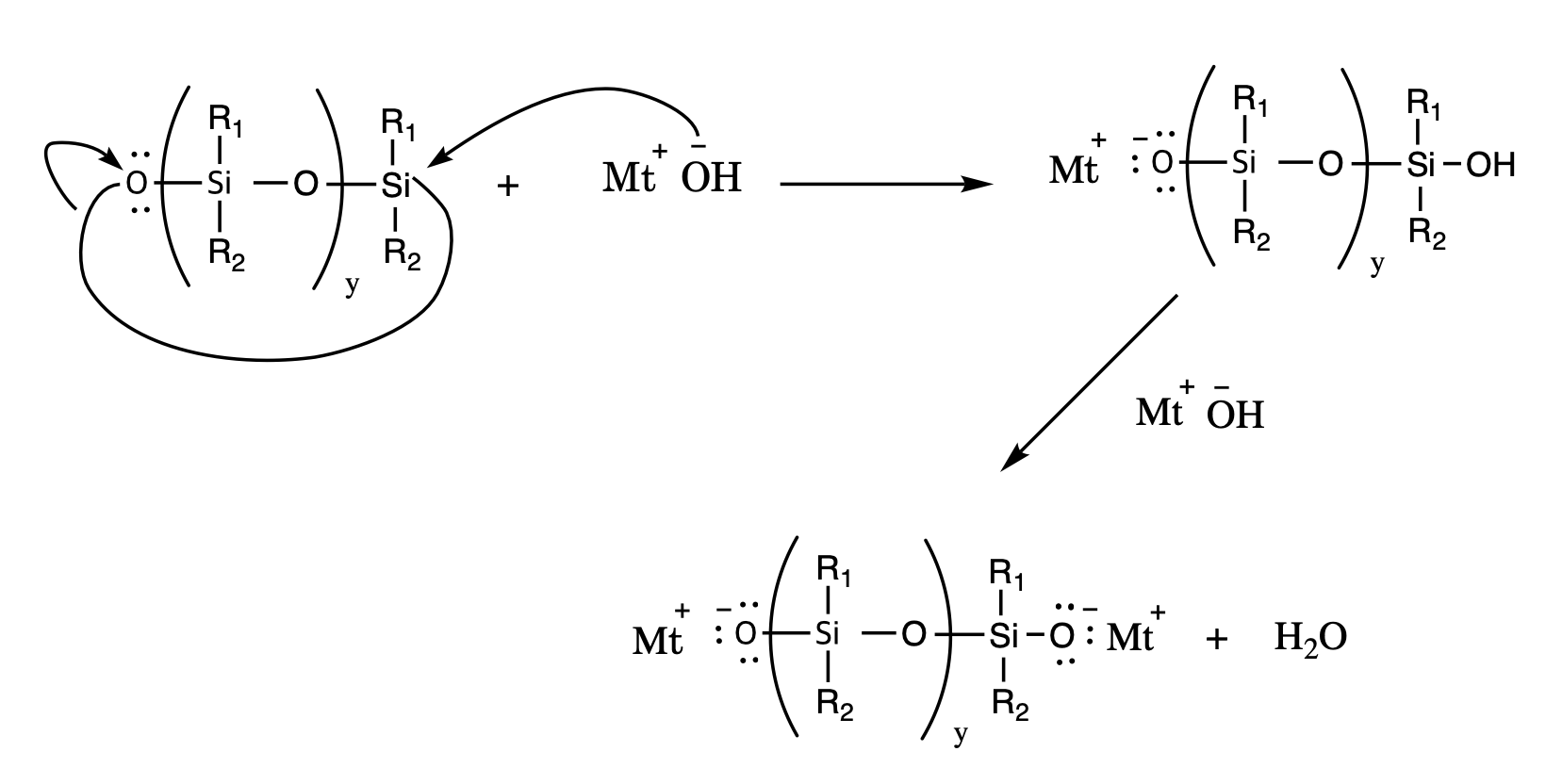
음이온 고리형 실록세인 - 개시

- 성장단계 (Propagation)

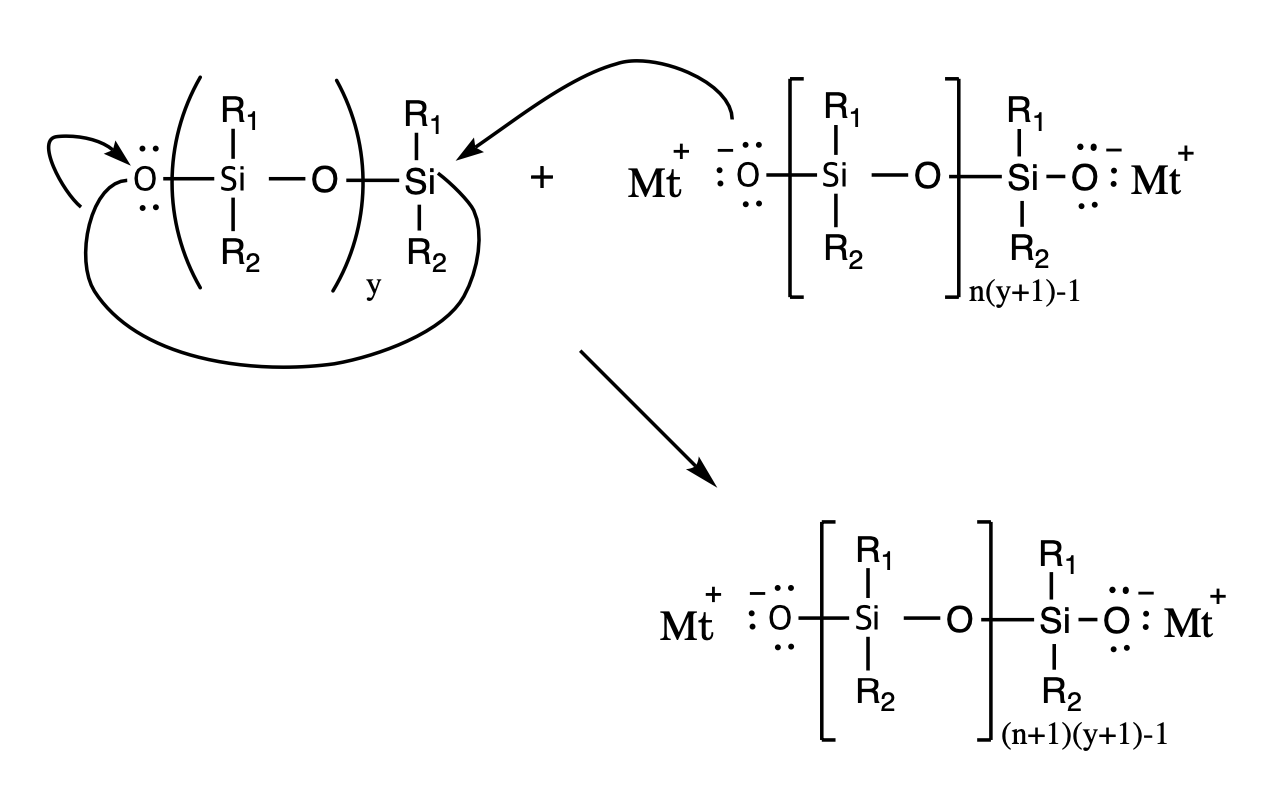
음이온 고리형 실록세인 - 성장

성장은 유사한 반응화학을 통해 진행된다. 여기서는 사슬 성장이 한 개 사슬 말단으로부터 일어나는 것으로 나타냈지만, 성장은 실라놀레이트 양 말단으로부터 일어날 수 있다.

## 4. 자유 라디칼 중합 (Free Radical Ring Opening Polymerization)

### (1) Type 1
효과적인 개환을 위해서, 고리형 모노머는 말단 C 이중결합과 고리 스트레인, 그리고 열역학적으로 안정한 C=C(C 이중결합) 또는 C=X(C, X 이중결합) 이중 결합을 형성하는 능력을 보유해야 한다. 개환 반응은 성장 라디칼을 안정화시키는 Z 기에 의해 촉진된다. 자유 라디칼 개환 중합 메커니즘에는 두 가지 유형이 있는데 아래 그림은 유형Ⅰ 자유 라디칼 개환 중합의 메커니즘이다. 이는 고리형 케텐 아세탈의 개환 중합이며 폴리에스터를 만든다. 개환 중합과 ‘정상적인’ C 이중 결합 중합의 상대적인 정도는 모노머의 구조와 중합 온도에 의존한다. 따라서 자유 라디칼 개환 중합은 지방족 폴리에스터를 합성하는 편리한 방법이다.

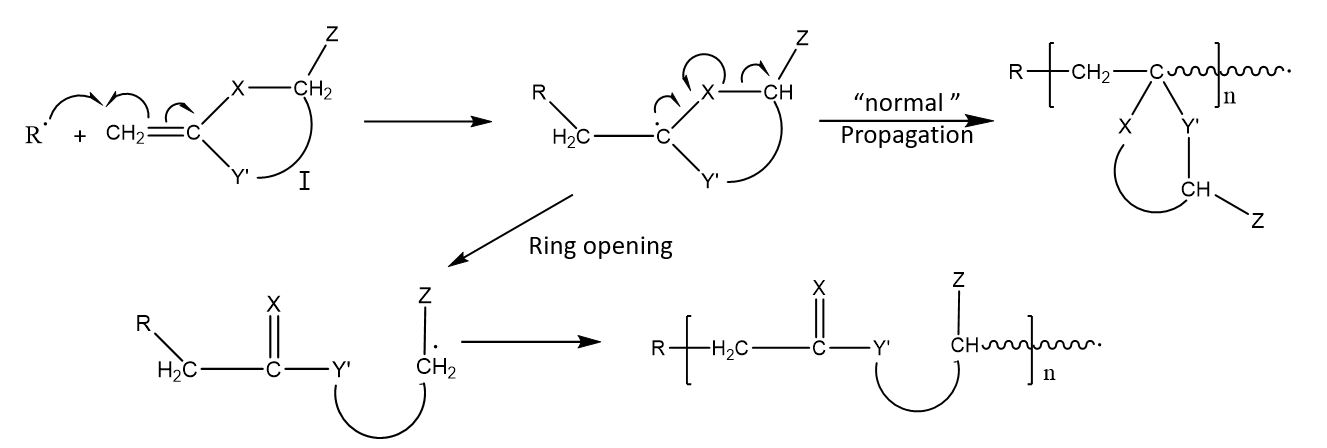
Type 1 단량체 메커니즘

그러나 양쪽에서 성장 모드가 일어나면 다음과 같은 공중합체가 생성된다. 여기서 p와 q는 두 종류 반복 단위의 몰분율이다. 폴리아마이드 역시 이래 방법으로 만들 수 있다. 아래 중합 반응으로부터 80°C에서 100% 개환을 얻을 수 있다. 한편 폴리싸이오에스터는 깨끗하게 만들어지지 않는데 그 이유는 형성된 결합의 열역학적 안정성 순서에 있다. 아마이드, 에스터, 싸이오에스터 순으로 안정하기 때문이다.

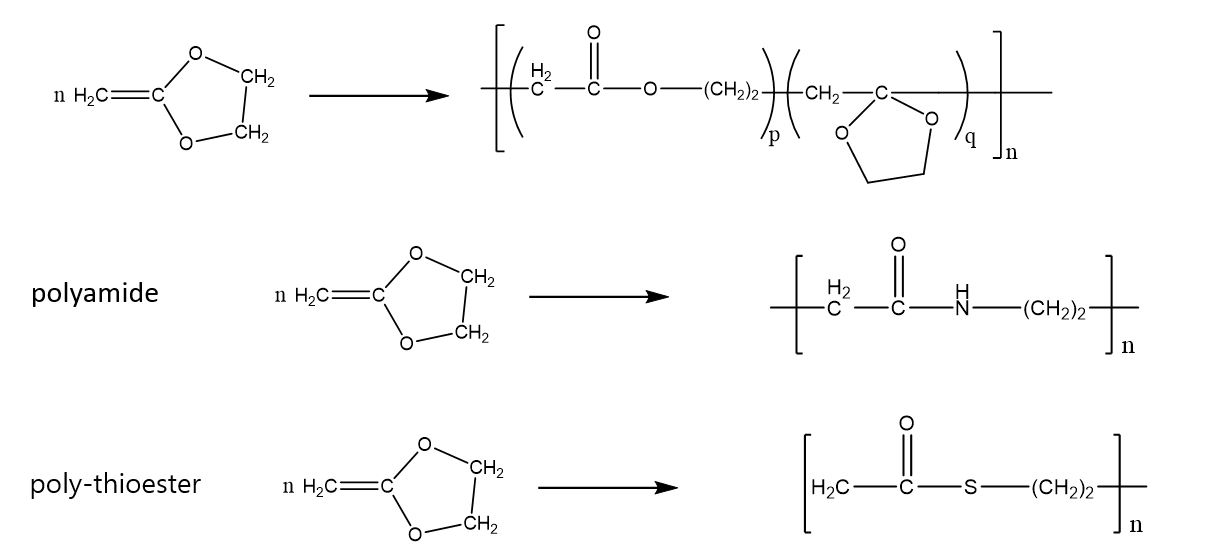

### (2) Type 2
아래 그림은 유형Ⅱ 자유 라디칼 개환 중합의 메커니즘이다.

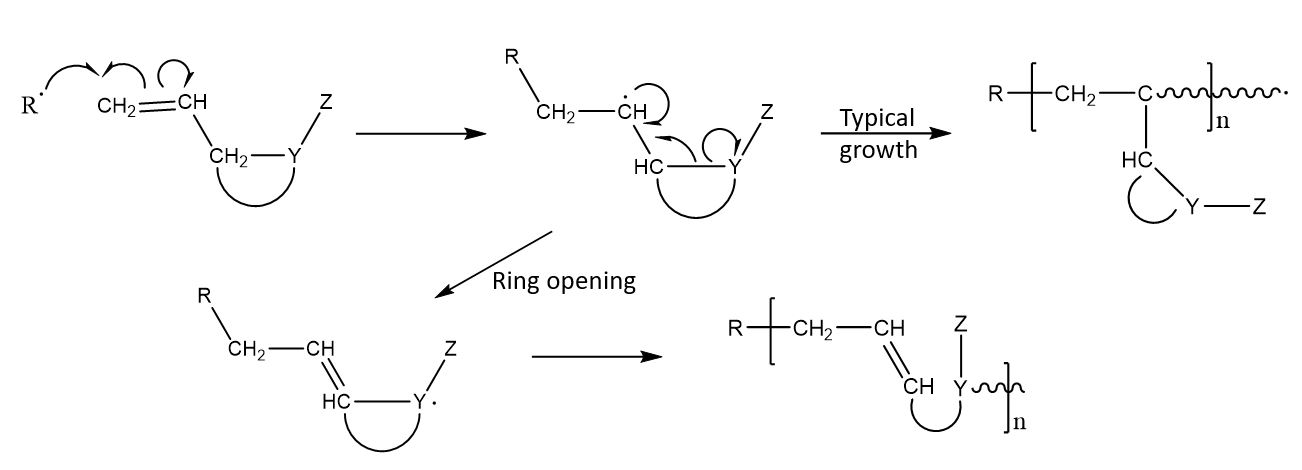
Type 2 단량체 메커니즘

유형Ⅱ 모노머의 개환 중합을 다음과 같이 생성될 수 있는 두 종류의 고분자를 예로 들었다. 두 중합은, 아래 각각 나타낸 성장 라디칼의 치환기 안정화에 주로 기인하여 100% 개환 생성물이 얻어진다.

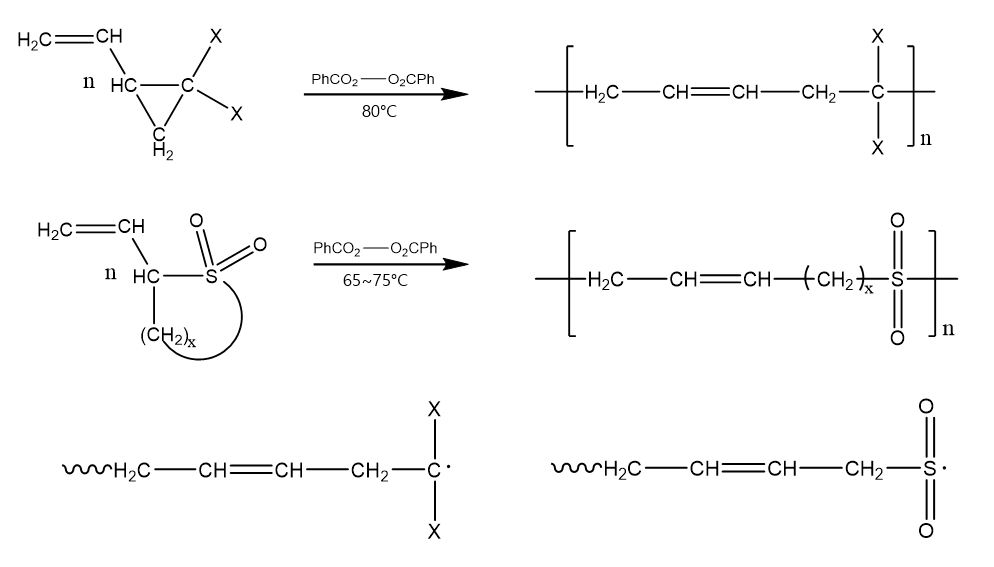

## 5. 복분해 개환 중합 (Ring-Opening Metathesis Polymerization)
알켄의 복분해는 전이 금속 착체에 의해 촉매 작용을 받는 불균등화 반응으로, 다음과 같이 나타낼 수 있다. 이 반응이 사이클로알켄과 바이사이클로알켄의 ROMP에 의해 고분자를 제조하는 데 응용될 수 있다는 것이 일반적이었지만, Grubbs 촉매가 출현하면서 비로소 고분자 합성에 ROMP가 더 널리 사용되게 되었다. 사이클로펜텐의 개환 복분해 중합이 그 예이다.

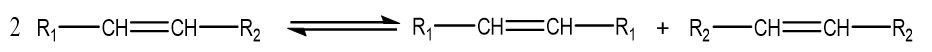
알켄의 개환 복분해 중합

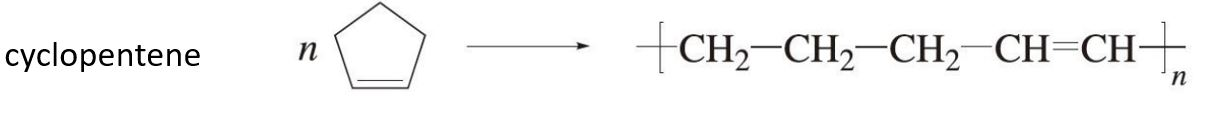
사이클로펜텐의 개환 복분해 중합

오늘날 가장 중요한 ROMP의 촉매는 Grubbs의 연구에서 개발된 루테눔계 촉매로서 아래 두 그림은 그 예의 화합물이다. 이들 루테늄계 촉매는 공기 중에서 안정하고, 극성의 작용기에 영향을 받지 않으며 25~50°C 정도의 온도 범위에서 ROMP에 유효하다.
루테늄계 촉매에 의한 사이클로펜텐의 중합에 대한 전체적인 성장 반응은 맨 아래와 같이 나타낼 수 있다. 여기서 PR3는 포스핀 리간드, L은 일반적인 리간드, R’은 금속카벤 치환기, Z는 고리형 모노머 내 결합기이다.

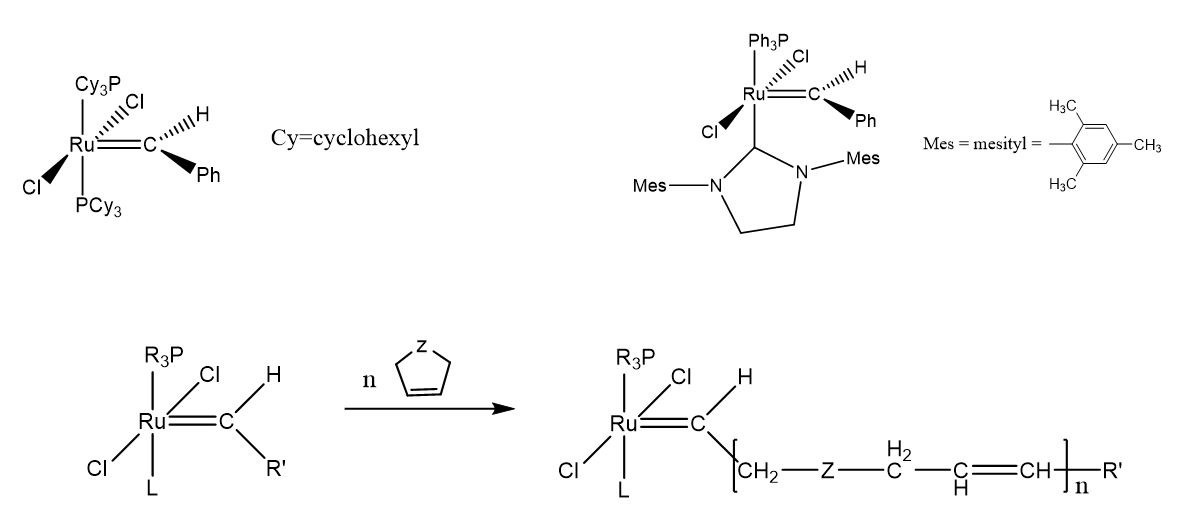

ROMP는 상업적으로 노보넨이나 다이사이클로펜타다이엔 고분자를 제조하는 데 사용된다. 다이사이클로펜타다이엔의 경우, 중합은 겹사슬의 C 이중결합이 중합에 참여하기 때문에 가교 고분자를 형성하게 된다. 또한 ROMP는 고유한 전도성 고분자인 폴리아세틸렌을 합성하는 편리한 방법으로 사용되었다.

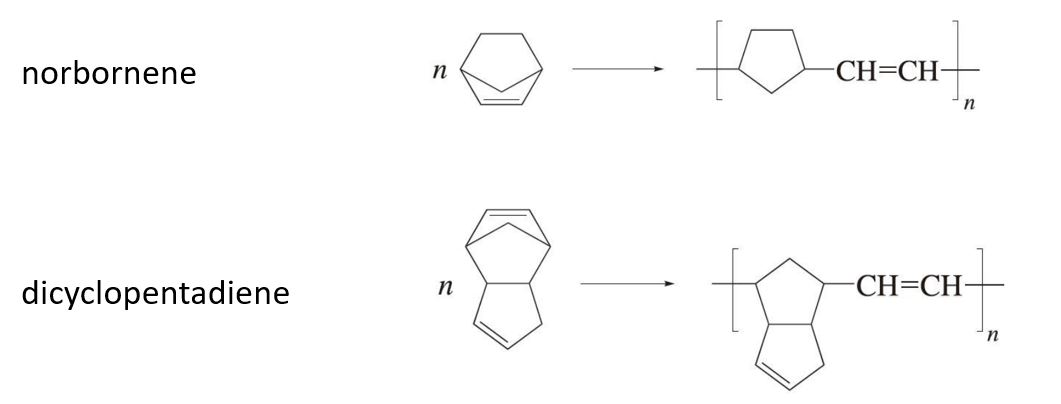